# 参宿增卅三
参宿增卅三（麒麟座1），又名BD-09 1284，HD 40535、SAO 132714、HR 2107，是麒麟座的一颗恒星，视星等为6.12，位于銀經215.5，銀緯-15.87，其B1900.0坐标为赤經5h 54m 15.7s，赤緯-9° -15.87′ 27″。